# Eddie Charlton (Snookerspieler)
Edward Francis „Eddie“ Charlton AM (* 31. Oktober 1929 in Merewether; † 7. November 2004 in Palmerston North, Neuseeland) war ein australischer Snooker- und English-Billiards-Spieler.

## Leben

### Karriere
Charlton wurde 1963 Billardprofi und gewann zwischen 1964 und 1985 insgesamt 20 australische Meisterschaften.
1968 konnte er John Pulman um den Titel des Snookerweltmeisters herausfordern, unterlag jedoch mit 38:34. Nachdem das Turnier in der Folgezeit wieder in einem Turnierformat – anstelle von Herausforderungsduellen – ausgetragen wurde, konnte er weitere zweimal ins Finale vorstoßen, verlor jedoch sowohl 1973 als auch 1975 gegen Ray Reardon aus Wales. Auch nach 1977, als die Snooker-WM mit dem Crucible Theatre in Sheffield einen festen Austragungsort bekam und immer populärer wurde, war er regelmäßiger Teilnehmer der Hauptrunde  und erreichte 1978, 1979 und 1982 jeweils das Halbfinale. Bei seiner letzten Teilnahme 1992 musste er bei seiner 0:10-Auftaktniederlage gegen John Parrott den ersten whitewash bei einer Snooker-WM überhaupt hinnehmen.
Insgesamt dreimal in seiner Karriere – 1972, 1973, 1980 – gewann er den Pot Black Cup, der aufgrund der Fernsehen-Übertragung durch die BBC eines der prestigeträchtigsten Turniere seiner Zeit war. 1976 gewann er zudem in seiner Heimat Australien die World Professional Matchplay Championship. Von 1976 bis 1981 war er auf Nummer drei der damals gerade eingeführten Snookerweltrangliste positioniert.
Auch in der Weltmeisterschaft der Billard-Disziplin English Billiards gelangen ihm vier Finaleinzüge. 1974 und 1976 unterlag er jeweils dem Engländer Rex Williams, 1984 denkbar knapp mit 1012:1045 Punkten Mark Wildman und 1986 dem Engländer Norman Dagley.

### Privates
Charlton war zweimal verheiratet und hatte insgesamt fünf Kinder: Edward, Annette und Michael mit seiner ersten Frau Gloria, sowie Andrew und Peter mit seiner zweiten Frau Robyn. Er verstarb 2004 in Neuseeland an Komplikationen nach einer Operation im Alter von 75 Jahren.

## Turniersiege (Auswahl)
- Pot Black Cup – 1972, 1973, 1980
- World Professional Matchplay Championship – 1976
- Australian Professional Championship (Snooker) – 1964, 1966–1967, 1969–1978, 1984

## Ehrungen
- Fackelträger des olympischen Feuers im Vorfeld der Olympischen Sommerspiele 1956
- Verleihung des Ehrentitels „Member of the Order of Australia“ (AM) im Jahre 1980